# .pw
.pwは国別コードトップレベルドメイン（ccTLD）の一つで、パラオに割り当てられている。
パラオ国内向けには、以下の6つのセカンドレベルドメインが用いられている。
- com.pw:商業向け、制限なし
- net.pw:サービスプロバイダ向け、制限なし
- org.pw:非営利組織向け、組織は登録が必要
- edu.pw:教育機関向け、教育省の認可が必要
- gov.pw:政府機関のみ
- belau.pw:土着の芸術、歴史、文化、観光等の利用、制限なし

パラオ政府は .pwドメインを使っており、プロバイダ用の.netドメインを用いていない palaugov.pw というサイトである。ワシントンD.C.にあるパラオ大使館のサイトは、商業機関用の.comドメインを用いたpalauembassy.comである。
また、ドメインハックとして使われている例もある（マッシュル-MASHLE-の公式サイトなど）。